# لارامي (وايومنغ)
لارامي ثالث أهم مدينة في ولاية وايومنغ ومقر جامعة وايومنغ ويبلغ عدد سكانها 27,204 نسمة.
تقع جنوب شرق الولاية على نهر لارامي. وتبعد عن شايان العاصمة حوالي 46 ميلا غربا. يتقاطع فيها طريق 80 وطريق 287. 
انشأت في عام 1868 مع قدوم شركة خطوط يونيون باسيفيك الحديدية.
من أهم منشآتها كما ذكرنا جامعة وايومنغ ومعهد وايومنغ التقني وفرع كلية مجتمع مقاطعة لارامي. 
لارامي هي عاصمة مقطعة ألباني، وعلى العكس من ما يعتقد الكثير، فإن شايان هي عاصمة مقاطعة لارامي.

## التركيبة السكانية
قام مكتب تعداد الولايات المتحدة بتحديد بيانات التركيبة السكانية للارامي في تعداد الولايات المتحدة. في ما يلي، التركيبة السكانية حسب تعدادي 2000 و2010.

### تعداد عام 2000
بلغ عدد سكان لارامي 27,204 نسمة بحسب تعداد عام 2000، وبلغ عدد الأسر 11,336 أسرة وعدد العائلات 5,611 عائلة مقيمة في المدينة. في حين سجلت الكثافة السكانية 2,442.5 نسمة لكل ميل مربع (943.1/كم2). وبلغ عدد الوحدات السكنية 11,994 وحدة بمتوسط كثافة قدره 1,076.9 نسمة لكل ميل مربع (415.8/كم2).
وتوزع التركيب العرقي للمدينة بنسبة 90.81% من البيض و 0.89% من الأمريكيين الأصليين و 1.92% من الأمريكيين ذوي الأصول الآسيوية و 0.06% من سكان جزر المحيط الهادئ و 1.24% من الأمريكيين الأفارقة و 2.89% من الأعراق الأخرى و 2.19% من عرقين مختلطين أو أكثر. فيما شكل الهسبانيون أو اللاتينيون من أي عرق نسبة 7.94% من السكان.
بلغ عدد الأسر 11,336 أسرة كانت نسبة 23.0% منها لديها أطفال تحت سن الثامنة عشر تعيش معهم، وبلغت نسبة الأزواج القاطنين مع بعضهم البعض 38.3% من أصل المجموع الكلي للأسر، ونسبة 8.0% من الأسر كان لديها معيلات من الإناث دون وجود شريك، وكانت نسبة 50.5% من غير العائلات. تألفت نسبة 33.2% من أصل جميع الأسر من أفراد ونسبة 6.4% كانوا يعيش معهم شخص وحيد يبلغ من العمر 65 عاماً فما فوق. وبلغ متوسط حجم الأسرة المعيشية 2.83، أما متوسط حجم العائلات فبلغ 2.19.
بلغ العمر الوسطي للسكان 25 عاماً. وكانت نسبة 17.5% من القاطنين تحت سن الثامنة عشر، وكانت نسبة 31.8% بين الثامنة عشرة والأربعة وعشرين عاماً، ونسبة 25.8% كانت واقعةً في الفئة العمرية ما بين الخامسة والعشرين والأربعة وأربعين عاماً، ونسبة 16.8% كانت ما بين الخامسة والأربعين والرابعة والستين، ونسبة 8.1% كانت ضمن فئة الخامسة والستين عاماً فما فوق. يوجد لكل 100 أنثى 107.0 ذكر، ويوجد لكل 100 أنثى في الثامنة عشر من عمرها فما فوق 106.7 ذكر.
بلغ متوسط دخل الأسرة في المدينة 27,319 دولار، أما متوسط دخل العائلة فبلغ 43,395 دولار. وكان متوسط دخل الذكور 30,888 دولار مقابل 22,009 دولار للإناث. وسجل دخل الفرد الخاص بالمدينة 16,036 دولار. وكانت نسبة 11.1% من العائلات ونسبة 22.6% من السكان تحت خط الفقر، وكان من هؤلاء نسبة 15.7% تحت سن الثامنة عشر ونسبة 8.3% في الخامسة والستين من العمر وما فوق.

### تعداد عام 2010
بلغ عدد سكان لارامي 30,816 نسمة بحسب تعداد عام 2010، وبلغ عدد الأسر 13,394 أسرة وعدد العائلات 5,843 عائلة مقيمة في المدينة. في حين سجلت الكثافة السكانية 1,737.1 نسمة لكل ميل مربع (670.7/كم2). وبلغ عدد الوحدات السكنية 14,307 وحدة بمتوسط كثافة قدره 806.5 لكل ميل مربع (311.4/كم2).
وتوزع التركيب العرقي للمدينة بنسبة 89.5% من البيض و 0.07% من الأمريكيين الأصليين و 3.2% من الأمريكيين ذوي الأصول الآسيوية و 0.1% من سكان جزر المحيط الهادئ و 1.3% من الأمريكيين الأفارقة و 2.8% من عرقين مختلطين أو أكثر.
بلغ عدد الأسر 13,394 أسرة كانت نسبة 20.4% منها لديها أطفال تحت سن الثامنة عشر تعيش معهم، وبلغت نسبة الأزواج القاطنين مع بعضهم البعض 33.0% من أصل المجموع الكلي للأسر، ونسبة 6.9% من الأسر كان لديها معيلات من الإناث دون وجود شريك، بينما كانت نسبة 3.7% من الأسر لديها معيلون من الذكور دون وجود شريكة وكانت نسبة 56.4% من غير العائلات. تألفت نسبة 36.9% من أصل جميع الأسر من أفراد ونسبة 6.2% كانوا يعيش معهم شخص وحيد يبلغ من العمر 65 عاماً فما فوق. وبلغ متوسط حجم الأسرة المعيشية 2.85، أما متوسط حجم العائلات فبلغ 2.14.
بلغ العمر الوسطي للسكان 25.4 عاماً. وكانت نسبة 15.9% من القاطنين تحت سن الثامنة عشر، وكانت نسبة 32.7% بين الثامنة عشرة والأربعة وعشرين عاماً، ونسبة 26.5% كانت واقعةً في الفئة العمرية ما بين الخامسة والعشرين والأربعة وأربعين عاماً، ونسبة 17.4% كانت ما بين الخامسة والأربعين والرابعة والستين، ونسبة 7.5% كانت ضمن فئة الخامسة والستين عاماً فما فوق. وتوزع التركيب الجنسي للسكان بنسبة 52.0% ذكور و48.0% إناث.

## تاريخ
تنبع اهمية المدينة من وقوعها على أهم طريق تجاري يربط الشرق الاميركي بغربه. لم تكن لارامي معروفة جدا حتى تم تسليط أضواء الاعلام الاميركي والدولي عليها بعد حادثة قتل المثلي ماثيو شيبارد في عام 1998 والذي كان طالبا في الجامعة. حيث تم اختطافه وسرقته ومن ثم ضربه وتعذيبه وتم تركه ينزف حتى الموت مربوطا في سياج إحدى المزارع. وبسببه تم إنتاج فلم The Laramie Project [الإنجليزية] 
في عام 2004 أصبحت المدينة أول مدينة في الولاية تمنع التدخين في الأماكن العامة والمغلقة.